# Liginiac
 Liginiac  là một xã thuộc tỉnh Corrèze trong vùng Nouvelle-Aquitaine miền trung Pháp.

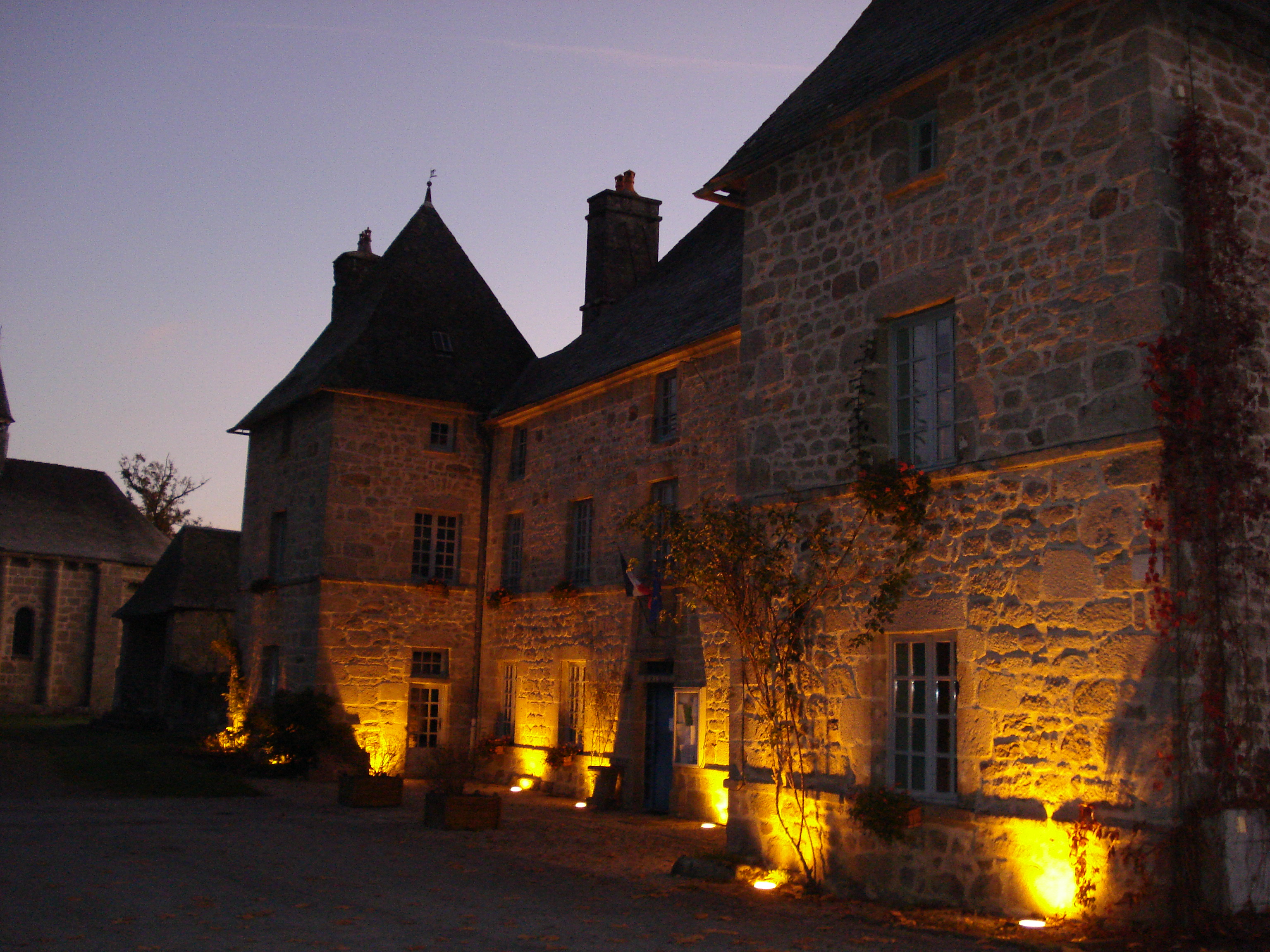
La Mairie
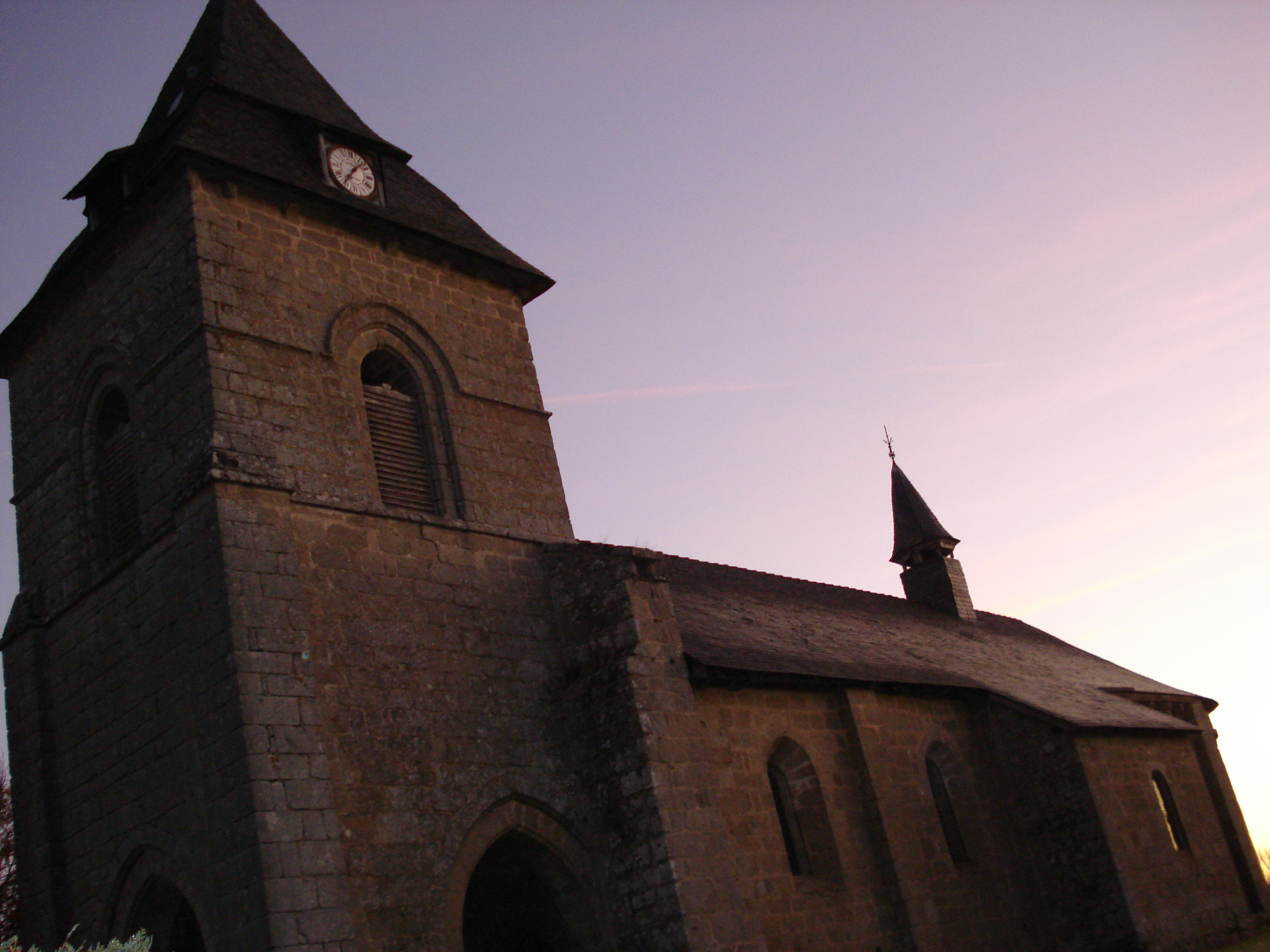
L'Église

## Geography
The Triouzoune forms most of the commune's western border.